# Nome (Egypten)
 For alternative betydninger, se Nome (flertydig). (Se også artikler, som begynder med Nome)
En nome (græsk Νομός, nomos, oldegyptisk Sepat) var en administrativ provins i det gamle Egypten.

## Det gamle Egypten
Før Egyptens samling var nomerne selvstændige bystater.
Da Egypten var blevet samlet, havde hver nome foruden et navn også et nummer. Ikke bare nomesystemet, men de enkelte nomers grænser og nummer holdt sig stort set uændret i mere end 3000 år. 
Nogle, som Xois i deltaet eller Khent i Øvre Egypten, dukker først op på Palermostenen, som er fra det femte dynasti. Nogle få, som Bubastis, kendes først fra indskrifter fra det Nye Rige.
Nedre Egypten, dvs, deltaet fra det Gamle Riges hovedstad Memphis til Middelhavet, udgjorde 20 nomer. Den første lå rundt om Memphis, hvor nu Kairo ligger. De lave numre lå mod vest, de høje mod øst. Således lå Alexandria i den tredje nome, Bubastis i den attende.
Øvre Egypten var delt i 22 nomer. Her ligger det fugtbare og beboede land som en smal strimmel på hver side af Nilen. Nomerne ligger som perler på en snor nummereret fra syd til nord. Første nome havde Elefantine som hovedby. Den ligger ved første katarakt, det vil sige så langt mod syd, som man kan sejle ad Nilen fra Middelhavet, Egyptens naturlige grænse. Her ligger Aswan i dag. Nekhen lå i tredje nome, Waset (Theben på græsk) i fjerde, Amarna i fjortende, Meidum i enogtyvende.
- Liste over  nomer med hovedstæder (en).

## Nomarken
Hver nome blev regeret af en nomark. Når centralmagten var stærk, var nomarken en guvernør udnævnt af farao, men når centralmagten blev svækket, blev nomerne ofte til arvelige fyrstedømmer. Stridigheder mellem de enkelte nomer var almindelige f.eks. under første mellemtid, hvor centralmagten var helt i opløsning.

## Afskaffelse
Nomerne blev afskaffet sent i den romerske kejsertid. I 307 e.v.t. blev de erstattet af mindre enheder kaldet pagi.